# Де Йонг-Мюрен, Бьянка
Бьянка де Йонг-Мюрен (нидерл. Bianca de Jong-Muhren; род. 28 февраля 1986, Гауда, Южная Голландия) — нидерландская шахматистка, гроссмейстер (2007) среди женщин.
В составе сборной Нидерландов участница трёх Олимпиад (2004—2006, 2014) и четырёх командных чемпионатов Европы (2005—2009, 2015).

## Изменения рейтинга
| Графики недоступны из-за технических проблем. См. информацию на Фабрикаторе и на mediawiki.org. |